# Patrocínio do Muriaé
Pour les articles homonymes, voir Patrocinio.
Patrocínio do Muriaé est une municipalité brésilienne de l'État du Minas Gerais et la microrégion de Muriaé.